# Madhumati (fiume)
Il Madhumati è un effluente del Padma (Gange) superiore, che scorre attraverso il Bangladesh sud-occidentale. Lascia il Padma poco a nord di Kushtia e scorre per 306 km verso sud-est prima di svoltare a sud attraverso la paludosa regione delle Sundarbans e sfociare nel golfo del Bengala. Nel suo tratto superiore viene chiamato Garai; in quello inferiore è noto come Baleswar; e infine, presso la foce, un estuario largo circa 14 km, è detto Haringhata. Il Madhumati è uno dei più grandi effluenti del Padma nella parte meridionale della pianura gangetica, e offre le migliori condizioni di navigazione di qualsiasi fiume alla volta del golfo del Bengala.